# KIF25
KIF25 (англ. Kinesin family member 25) – білок, який кодується однойменним геном, розташованим у людей на 6-й хромосомі. Довжина поліпептидного ланцюга білка становить 384 амінокислот, а молекулярна маса — 40 686.
| 10         |  | 20         |  | 30         |  | 40         |  | 50         |
| ---------- |  | ---------- |  | ---------- |  | ---------- |  | ---------- |
| MTWTSGQLQR |  | EKQARPGSGA |  | VLAFPDDKDL |  | RVYGPAESQS |  | AVFGDVCPLL |
| TSLLDGYNVC |  | VMAYGQTGSG |  | KSYTMLGRHS |  | DDGPVLPLDP |  | QSDLGIIPRV |
| AEELFRLILE |  | NTSRSPKVEV |  | SIVEVYNNDI |  | FDLLAKDSIA |  | AVSGVKREVV |
| TAKDGRTEVA |  | LLASEAVGSA |  | SKLMELVHGG |  | LQLRAKHPTL |  | VHADSSRSHL |
| IITVTLTTAS |  | CSDSTADQAC |  | SATLPREQTE |  | AGRAGRSRRA |  | SQGALAPQLV |
| PGNPAGHAEQ |  | VQARLQLVDS |  | AGSECVGVSG |  | VTGLALREMA |  | CISRSLAALA |
| GVLGALLEHR |  | GHAPYRNSRL |  | THLLQDCLGG |  | DAKLLVILCI |  | SPSQRHLAQT |
| LQGLGFGIRA |  | RQVQRGPARK |  | KPPSSQTEGK |  | RRPD       |  |            |

A: Аланін

C: Цистеїн

D: Аспарагінова кислота

E: Глутамінова кислота

F: Фенілаланін

G: Гліцин

H: Гістидин

I: Ізолейцин

K: Лізин

L: Лейцин

M: Метіонін

N: Аспарагін

P: Пролін

Q: Глутамін

R: Аргінін

S: Серин

T: Треонін

V: Валін

W: Триптофан

Кодований геном білок за функцією належить до білкових моторів. 
Задіяний у такому біологічному процесі, як альтернативний сплайсинг. 
Білок має сайт для зв'язування з АТФ, нуклеотидами. 
Локалізований у цитоплазмі, цитоскелеті.